# Nickel Boys
Nickel Boys er en amerikansk film fra 2024 instrueret af RaMell Ross.

## Medvirkende
- Ethan Herisse som Elwood
- Ethan Cole Sharp
- Daveed Diggs
- Brandon Wilson som Turner
- Aunjanue Ellis-Taylor som Hattie
- Hamish Linklater som Spencer
- Fred Hechinger som Harper
- Jimmie Fails som Mr. Hill